# Sunnee
Sunnee Dương Vân Tình (tiếng Trung: 楊芸晴; bính âm: Yáng Yúnqíng, tiếng Thái: เกวลิน บุญศรัทธา; Kewalin Boonsatta) sinh ngày 28 tháng 9 năm 1996 là một nữ ca sỹ, diễn viên người Thái gốc Hoa. Ngày 19 tháng 11 năm 2014, cô chính thức ra mắt công chúng thông qua bộ phim thần tượng Chung Cực Ác Nữ.
Tháng 4 năm 2018, Dương Vân Tình tham gia chương trình sống còn Sáng Tạo 101 của Đằng Tấn với tư cách thực tập sinh của nhóm Hao Girls (Khả Mễ Lĩnh Dự). Sau đó vào ngày 23 tháng 6 năm 2018, cô đạt thứ hạng 8 và chính thức trở thành thành viên nhóm nhạc dự án Hỏa Tiễn Thiếu Nữ 101 với thời gian hoạt động 2 năm. Bài hát solo đầu tiên "Không khóc (不哭)" được phát hành vào ngày 19 tháng 9 năm 2018.

## Tiểu sử
Dương Vân Tình sinh ngày 28 tháng 9 năm 1996 tại Bangkok, Thái Lan trong một gia đình đa văn hoá. Ba cô là người Đài Loan và mẹ là người Thái. Vân Tình là con gái duy nhất trong 4 người con, trên cô có một anh trai, dưới có hai em trai nhỏ. Năm 15 tuổi, cô dấn thân vào ngành giải trí khi làm đại diện cho Hoa Kiều sinh sống ở Thái Lan tham gia một trương trình hát tiếng Mân Nam tại Phúc Kiến. Sau khi đoạt thứ hạng 5, Dương Vân Tình thuyết phục ba mẹ để có thể học tại một trường thanh nhạc ở Tân Bắc. Ba cô đồng ý với điều kiện là cô chỉ có thể ở đó trong một năm và phải quay về nếu không tìm được công ty quản lý. Trong suốt thời gian này, Vân Tình nỗ lực rèn luyện để trở nên hoàn mỹ nhưng nhiều công ty đã từ chối cô với lý do rằng cô quá giống một "nam sinh mang tóc dài giả". Thất vọng và tự ti, cô quyết định từ bỏ và mua vé máy bay trở về Thái Lan. May mắn xuất hiện, 3 tuần trước khi kỳ hạn một năm đấy kết thúc, Dương Vân Tình thành công ký hợp đồng cùng công ty giải trí Khả Mễ Lĩnh Dự.
Sunnee hiện tại đang theo học tại Trường Đại học Khoa học và Công nghệ Cảnh Văn (JUST) chuyên ngành Quản trị Du lịch và Khách sạn.

## Sự nghiệp

### 2011-2013: Những năm đầu tiến chân vào sự nghiệp ca hát
- Từ tháng 9 năm 2011 đến đầu năm 2012, Dương Vân Tình tham gia chương trình "Cuộc Thi Mân Nam Tiếng Hát Toàn Cầu" và xuất sắc đạt thứ hạng 5 chung cuộc.
- Năm 2013, cô tham dự tập 27 của chương trình Siêu Cấp Ca Hầu Tán của đài CTV.

### 2014-2017: Chính thức ra mắt và những tác phẩm đầu tay
- Năm 2014, Dương Vân Tình xuất hiện với tư cách là diễn viên vai quần chúng trong hai bộ phim Ma Lạt Tiên Sư và Chung Cực Ký Túc X.
- Vào tháng 11 ngày 19 năm 2014, cô chính thức xuất hiện lần đầu tiên với nghệ danh Sunnee trong vai trò ca sĩ chính của nhóm nhạc A’N’D với bài hát "Angel 'N' Devil" và diễn viên chính của bộ phim thần tượng Chung Cực Ác Nữ vai Đinh Đang.[2]
- Sunnee vào vai Phùng Tiếu Tiếu trong phần đầu tiên của bộ phim Cao Thủ Cận Vệ Của Hoa Khôi phát sóng năm 2015.
- Với hi vọng phát triển sự nghiệp ca hát, Sunnee Dương Vân Tình rời Đài Bắc và tham gia chương trình sống còn của iQiyi Sự Ra Đời Của Minh Tinh từ tháng 11 năm 2016 đến tháng 1 năm 2017 tại Bắc Kinh. Mặc dù đạt được thứ hạng 6 trong chương trình, sự nghiệp của cô vẫn không mấy tiến triển.[3]

### 2018-hiện tại: Tiếp tục diễn xuất, Sáng Tạo 101, và trở thành thành viên Hoả Tiễn Thiếu Nữ 101
- Đầu năm 2018, bộ phim thần tượng Chung Cực Nhất Ban 5 của cô lên sóng. Trong phim, cô là Lam Tư Xuân, em gái của nam chính Lam Tư Lạc.[4]
- Tháng 4 năm 2018, Sunnee Dương Vân Tình tham gia chương trình sống còn Sáng Tạo 101 của Đằng Tấn với tư cách thực tập sinh của nhóm Hao Girls (Khả Mễ Lĩnh Dự), sau đó ngày 23 tháng 6 năm 2018 đạt thứ hạng 8, chính thức trở thành thành viên nhóm nhạc dự án Hỏa Tiễn Thiếu Nữ 101.[5]. Tới nay cùng với nhóm, cô ra mắt 6 bài hát bao gồm "Rocket Girls", "Calorie", "Chạm", "Light", "Thủy Thủ Mặt Trăng", và "Sinh Ra Để Thắng".
- Sunnee tham gia tập 8 chương trình Minh Nhật Chi Tử 2 cùng các thành viên của Hỏa Tiễn Thiếu Nữ 101. Tại đây, cô song ca cùng Thái Duy Trạch với bài hát "Đẩy Mở Cánh Cửa Thế Giới" của Dương Nãi Văn. Vì lý do sức khoẻ, Sunnee phải rời khỏi chương trình sau phần trình diễn ca khúc. Mặc dù cơ thể còn rất yếu, cô kiên quyết tham dự hội nghị ra mắt album Chạm (撞) ngay ngày hôm sau. Sunnee ngã quỵ trên sân khấu sau khi hoàn tất động tác kết thúc của "Chạm".
- Ngày 19 tháng 9 năm 2018, Sunnee phát hành bài hát solo đầu tiên mang tên "Không Khóc (不哭)" của bộ phim điện ảnh  Bi Thương Ngược Dòng Thành Sông chuyển thể từ tiểu thuyết cùng tên nói về tệ nạn bạo lực học đường.[6] Cô còn cho biết thêm rằng chính bài hát này cũng một phần diễn đạt câu chuyện cuộc sống của chính mình.
- Sunny, bài hát Sunnee cho ra mắt vào ngày 20 tháng 12 với mục đích gửi gắm tâm tình của cô dành cho người hâm mộ.

## Phát hành

### Đĩa đơn
| Năm  | Bài Hát                                               | Chú Thích                                                                       | Trình bày                                                    |
| ---- | ----------------------------------------------------- | ------------------------------------------------------------------------------- | ------------------------------------------------------------ |
| 2014 | "Angel 'N' Devil"                                     | Chung Cực Ác Nữ OST                                                             | A’N’D                                                        |
| 2014 | "Tôi Thật Hiu Quạnh (我好寂寞）"                      | Chung Cực Ác Nữ OST                                                             | A’N’D                                                        |
| 2016 | " Yêu Thì Ôm Tôi (愛我你就抱抱我）"                   | Đĩa Đơn                                                                         | A’N’D                                                        |
| 2016 | "Push Me"                                             | Sự Ra Đời Của Minh Tinh Bài Hát Chủ Đề                                          | Hát Cùng Các Đồng Tuyển Thủ                                  |
| 2018 | "Pick Me"                                             | Sáng Tạo 101 Bài Hát Chủ Đề                                                     | Hát Cùng Các Đồng Tuyển Thủ                                  |
| 2018 | Điệu Disco Thông Thường (Phổ Thông Disco)             | Bài Hát Dự Thi Sáng Tạo 101                                                     | Hát Cùng Các Đồng Tuyển Thủ                                  |
| 2018 | Sugar                                                 | Bài Hát Dự Thi Sáng Tạo 101                                                     | Hát Cùng Các Đồng Tuyển Thủ                                  |
| 2018 | Mộc Lan Nói (Mộc Lan Thuyết)                          | Bài Hát Dự Thi Sáng Tạo 101                                                     | Hát Cùng Các Đồng Tuyển Thủ                                  |
| 2018 | Nước Mắt Bánh Xe Đu Quay (Ma Thiên Luân Đích Nhãn Lệ) | Bài Hát Dự Thi Sáng Tạo 101                                                     | Hát Cùng Các Đồng Tuyển Thủ                                  |
| 2018 | Người Đặc Biệt                                        | Bài Hát Dự Thi Sáng Tạo 101                                                     | Hát Cùng Các Đồng Tuyển Thủ                                  |
| 2018 | Ngược Chiều Gió (Nghịch Phong)                        | Bài Hát Dự Thi Sáng Tạo 101                                                     | Hát Cùng Các Đồng Tuyển Thủ                                  |
| 2018 | "Rocket Girls"                                        | Sáng Tạo 101 Bài Hát Ra Mắt Hỏa Tiễn Thiếu Nữ 101                               | Hỏa Tiễn Thiếu Nữ 101                                        |
| 2018 | "Calorie （卡路里）"                                  | Điện ảnh "Thủ Phủ Phố Tây Hồng" (Hello Mr. Billionaire) OST                     | Hỏa Tiễn Thiếu Nữ 101                                        |
| 2018 | "Chạm (撞)"                                           | Chạm (撞) Album                                                                 | Hỏa Tiễn Thiếu Nữ 101                                        |
| 2018 | "Light"                                               | Chạm (撞) Album                                                                 | Hỏa Tiễn Thiếu Nữ 101                                        |
| 2018 | "Thủy Thủ Mặt Trăng (月亮警察)"                       | Chạm (撞) Album                                                                 | Hỏa Tiễn Thiếu Nữ 101                                        |
| 2018 | "Sinh Ra Để Thắng (生而为赢)"                         | Chạm (撞) Album                                                                 | Hỏa Tiễn Thiếu Nữ 101                                        |
| 2018 | "Đẩy Mở Cánh Cửa Thế Giới (推开世界的门）"            | Minh Nhật Chi Tử 2 tập 8                                                        | Song ca cùng Thái Duy Trạch                                  |
| 2018 | "Don't Cry 不哭"                                      | Bi Thương Ngược Dòng Thành Sông OST                                             | Sunnee                                                       |
| 2018 | "Venom Tiến Lại (毒液前来）"                          | Điện ảnh "Venom" OST                                                            | Hát cùng Mạnh Mỹ Kỳ, Dương Siêu Việt, Đoàn Úc Quyên, và Yamy |
| 2018 | "Sunny"                                               | Phúc lợi single của Chạm Album (Đứng nhất trong số lượng bản Chạm Album bán ra) | Sunnee                                                       |

## Filmography

### Phim truyền hình
| Năm  | Tên Hán Việt                | Tên Tiếng Trung    | Vai                  | Chú thích          |
| ---- | --------------------------- | ------------------ | -------------------- | ------------------ |
| 2014 | Ma Lạt Tiên Sư              | 麻辣教师GTO 台湾篇 | Học sinh             | Vai Quần Chúng     |
| 2014 | Chung Cực Ký Túc Xá X       | 终极X宿舍          | Thành viên nhóm nhảy | Vai Quần Chúng     |
| 2014 | Chung Cực Ác Nữ             | 终极恶女           | Đinh Đang            | Vai chính          |
| 2015 | Cao Thủ Cận Vệ Của Hoa Khôi | 校花的贴身高手     | Phùng Tiếu Tiếu      | Vai chính          |
| 2018 | Chung Cực Nhất Ban 5        | 终极一班5          | Lam Tư Xuân          | Vai chính          |
| 2019 | Tiểu Ca Ca Có Yêu Khí       | 小哥哥有妖气       | Sunnee/Tiểu Hoàng Áp | Khách Mời Đặc Biệt |

### Chương trình thực tế
| Năm       | Tựa đề                              | Kênh phát sóng             | Chú thích                                |
| --------- | ----------------------------------- | -------------------------- | ---------------------------------------- |
| 2011-2012 | Cuộc Thi Tiếng Hát Mân Nam Toàn Cầu | SETV                       | Trước Khi Chính Thức Ra Mắt Hạng 5       |
| 2013      | Siêu Cấp Ca Hầu Tán                 | CTV                        | Trước Khi Ra Mắt Tập 27                  |
| 2015      | Nhiệm Vụ của Nữ Hoàng 2             | TTV Main Channel           | Tập 3 cùng A’N’D Vũ Trụ                  |
| 2015      | Thực Nghiệm Cô Đơn SHOW             | A'N'D Tudou Channel        | Cố định cùng A'N'D                       |
| 2015      | Nhiệt Môn                           | Đằng Tấn Video             | Tập 3-4                                  |
| 2016      | Nữ Hoàng                            | TVBS Entertainment Channel | Chương trình về Tomboy                   |
| 2016      | Mr. Player                          | TTV Main Channel           | cùng A’N’D Vũ Trụ, Vũ Đình               |
| 2016      | The Gang of Kuokuan                 | SET                        | cùng với A’N’D Vũ Đình                   |
| 2016-2017 | Sự Ra Đời Của Minh Tinh             | iQiyi                      | Tuyển thủ Hạng 6                         |
| 2018      | Sáng Tạo 101                        | Đằng Tấn Video             | Tuyển thủ Hạng 8                         |
| 2018      | Sở Nghiên Cứu Hỏa Tiễn Thiếu Nữ 101 | Đằng Tấn Video             | Cố định                                  |
| 2018      | Minh Nhật Chi Tử 2                  | Đằng Tấn Video             | Song ca cùng Thái Duy Trạch Tập 8        |
| 2018      | Idol Hits                           | iQiyi                      | cùng Hỏa Tiễn Thiếu Nữ 101 Tập 8         |
| 2018      | Supernova                           | Đằng Tấn Video             | Vận động viên cùng Hỏa Tiễn Thiếu Nữ 101 |
| 2018      | Đại Hội Thổ Tào 3                   | Đằng Tấn Video             | Tập 2 cùng Dương Siêu Việt               |
| 2018      | Nhà Bếp Hoang Dã                    | Mango TV                   | cùng Lại Mỹ Vân                          |
| 2019      | Tung Hoành Ngang Dọc Tuổi 20        | Đằng Tấn Video             | cùng Hỏa Tiễn Thiếu Nữ 101               |
| 2019      | Tức Khắc Điện Âm                    | Đằng Tấn Video             | Tập 10 cùng Hỏa Tiễn Thiếu Nữ 101        |

### MC/Dẫn chương trình
| Năm  | Tự Đề              | Kênh Phát Sóng   | Chú Thích                                                                                  |
| ---- | ------------------ | ---------------- | ------------------------------------------------------------------------------------------ |
| 2016 | 100% Entertainment | GTV Variety Show | Dẫn chương trình từ ngày 20 tháng 9 đến ngày 12 tháng 10 cùng với A'N'D Vũ Trụ (Lâm Tư Vũ) |
| 2019 | Tức Khắc Điện Âm   | Đằng Tấn Video   | Người dẫn chương trình đặc biệt tập 10                                                     |